# H. Csukás Györgyi
Horváthné Csukás Györgyi (Székesfehérvár, 1947–) néprajzkutató, a szentendrei Szabadtéri Néprajzi Múzeum tájegységfelelős néprajzos muzeológusa.

## Élete
Szép Sándor székesfehérvári késes és műköszörűs, a Fejér Megyei Múzeumegyesület tagjának unokája.
1972-ben középkoros régészetet és német tanári szakot, illetve 1974-ben egyéni levelezőként néprajz szakot végzett az Eötvös Loránd Tudományegyetemen. 1971-ben visszatért Székesfehérvárra és a Fejér Megyei Múzeum régésze lett. Ekkor részt vett a Kralovánszky Alán vezette székesfehérvári középkoros feltárásokon. Férjhez ment és Budapestre költözött. 1974-ben megkereste Hoffmann Tamás egyetemi tanára és a Néprajzi Múzeum, illetve az 1972-ben önállósuló Szabadtéri Néprajzi Múzeum igazgatója, aki Takács Lajos után a Bakony, Balaton-felvidék tájegységhez keresett muzeológust. Ekkor elsősorban Veszprém megyében végzett terepmunkát és gyűjtést. 1994-1997 között az MTA Néprajzi Kutatóintézetében a Történeti Néprajzi Osztály munkatársa lett. 1997-2000 között ismét a Szabadtéri Néprajzi Múzeum, majd pedig 2006-ig a Néprajzi Kutatóintézet munkatársa, amikor is nyugdíjba vonult.
Az építészet, lakáskultúra és kézművesség kutatásával foglalkozott. Flórián Máriával Az Mester Emberek Míveinek árazása sorozatban árszabásköteteket jelentettek meg. 1981-1994 között a TÉKA sorozatszerkesztője volt. 1984-től, Kecskés Péter mellett, bekapcsolódott Vargha László hagyatéka, a Magyar Népi Építészeti Gyűjtemény rendezésébe és feldolgozásába. 1994-re több épület bontását is levezette, s elkészítette azok újraépítési és berendezési dokumentációit, illetve gyűjtötte, leltározta a berendezésükhöz megvásárolt tárgyakat. A Szabadtéri Néprajzi Múzeumnak azonban csak 1997-ben nyílt lehetősége a Bakony, Balaton-felvidék tájegység felépítésére, melynek építése és az épületek berendezése rohammunkában
folyt, hogy az államalapítás millenniumi évében, a tájegység megnyitásával ünnepelhessen a múzeum. Szinte teljes tudományos munkásságát szigorúan a Balaton-felvidék
legteljesebb megismerésének szentelte. 2001-2003 között, a Demos megszűnéséig, a recenziókat közlő folyóirat magyarországi anyagának szerkesztését végezte.
Ásatott többek között Sárszentágota-Felsőtöbörzsökön, Válon. 1993-tól a MTA Veszprémi Akadémiai Bizottsága Néprajzi Munkabizottságának titkára, majd a Műemléki és a Kézművesipar-történeti Munkabizottság tagja volt.

## Elismerései
- 1982 Szocialista Kultúráért kitüntetés
- 2000 Móra Ferenc-díj[7]

## Művei
- 1984 A Bakony és a Balaton-felvidék népi építészete (A Szabadtéri Néprajzi Múzeum Közép-Dunántúl tájegysége). In: Ház és ember, A Szabadtéri Néprajzi Múzeum Közleményei 2.
- 1986 Pula, Márkó és Vöröstó német falvak építkezése. A Veszprém Megyei Múzeumok Közleményei 18
- 1987 Asztalosok Szentkirályszabadján. In: Ház és ember, A Szabadtéri Néprajzi Múzeum Közleményei 4.
- 1988 Település, építkezés, lakáskultúra a XIX-XX. században. In: Korkes Zsuzsa (szerk.): Bag. Néprajzi tanulmányok. Aszód, 11-102.
- 1990 Arkadenhäuser der Ungarndeutchen im Bakonyerwald und im Plattensee-Oberland. Wissenschaftliche Arbeiten aus dem Burgenland 85
- 1991 A mernyei uradalom épületei a 18-19. században. In: Cseri Miklós (szerk.): Dél-Dunántúl népi építészete
- 1996 Falusi plébániaépületek a 18-19. században. In IX. Országos Népi Építészeti Tanácskozás. Békés, 16-33
- 1997 A kőépítkezés múltja a Balaton-felvidéken és a Bakonyban. In: A Balaton-felvidék népi építészete. Szentendre-Veszprém, 53-92
- 1997 Közösséget szolgáló más épületek. In: Paládi-Kovács Attila (főszerk.): Magyar néprajz III, 241-244
- 1997 A településmód és öröklési szokások összefüggése néhány Balaton-felvidéki faluban. In: Kuti K. (szerk.): Morzsák - Tanulmányok Kisbán Eszter tiszteletére. Budapest, 177-194.
- 1998 Balatoncsicsó épületei a 18. század közepén (Forráselemzés). In: Ház és Ember - A Szabadtéri Néprajzi Múzeum évkönyve 12, 17-32
- 2000 Vajkai Aurél 1903-1987. In: Bakony, Balaton-felvidék tájegység (TÉKA 2000/1)
- 2000 Születésnapi köszöntő Flórián Mártának. Néprajzi Hírek 2000/1-2
- 2001 Az Mester Emberek Míveinek árazása. Fazekasok, üvegesek, pintérek, fémművesek, szitások árszabásai (1626–1820). Budapest
- 2001 A Bakony, Balaton-felvidék tájegység. Magyar Múzeumok 2001/2
- 2003 Lakáskultúra és a ház élete Vajkai Aurél vizsgálataiban. In: S. Lackovits Emőke (szerk.): Emlékkötet Vajkay Aurél születésének századik évfordulójára. Veszprém
- 2003 A bútorkészítésben közreműködő iparosok 17-19. századi árszabásai. Néprajzi Értesítő 85
- 2003 Balaton-felvidéki bútorok. In: TÉKA 2003
- 2004 A limitációkról. In: TÉKA 2004/1
- 2005 Szent Mártonról. In: TÉKA 2005/2
- 2005 Vargha László Balaton-felvidéki kutatásai. In: Ház és Ember, A Szabadtéri Néprajzi Múzeum évkönyve 18.
- 2005 Építőiparok. In: Szulovszky János (szerk.): A magyar kézművesipar története. Budapest, 419-426
- 2006 A piarista kusztodiátus építkezései Dörgicsén. In: Selmeczi Kovács Attila (szerk.): Lélek és élet - Ünnepi kötet Lackovits Emőke tiszteletére. Veszprém, 54-59
- 2008 Adatok a magyar módra való bőrkikészítéshez a szíjgyártó árszabások alapján. In: Fülemile Ágnes - Kiss Réka (szerk.): Történeti forrás - néprajzi olvasat. Gazdaság-, társadalom- és egyháztörténeti források néprajzi értelmezésének lehetőségei. Budapest, 41-67
- 2009 Az alsóörsi gótikus lakóház története. Zalai Múzeum 18
- 2009 Kovács-munkák a 17-19. század eleji árszabásokban. In: Nagy Zoltán - Szulovszky János (szerk.): A vasművesség évezredei a Kárpát-medencében.
- 2010 Pinceajtók a Balaton-felvidéki szőlőhegyeken. In: Ház és Ember, A Szabadtéri Néprajzi Múzeum évkönyve 22.
- 2011 A révkomáromi asztalosok céhlevelei. Alba Regia 40
- 2014 A Bakony, Balatonfelvidék tájegység története a megvalósulásig. In: Ház és Ember, A Szabadtéri Néprajzi Múzeum évkönyve 26.
- 2017 Présház és ember. In: Ház és Ember, A Szabadtéri Néprajzi Múzeum évkönyve 28-29.
- 2018 Megemlékezések a 115 éve született Vajkai Aurélról. Néprajzi Hírek 2018/3
- 2018 Szanyi Mária és a „Kincskeresők”. Néprajzi Hírek 2018/4
- 2020 Székesfehérvár néprajzi értékei. VÁR - irodalmi és közéleti folyóirat XV. (tsz. Lukács László)